# Tečovaný odpal
Tečovaný odpal (foul tip) je baseballový a softballový termín označující míč odpálený ostře a přímo do rukou chytače, který ho správně chytí. Každý chycený tečovaný odpal je strajk a míč je ve hře.
Tečovaný odpal se od chybného odpalu (foul ball) liší právě tím, že míč jde ostře (pouze s lehkou tečí) a přímo (bez odrazu od země či jiného objektu) do rukavice chytače. Jeho hlavní význam v pravidlech je ten, že na rozdíl od chybného odpalu je tečovaný odpal strajk i v tom případě, že pálkař má již na svém kontě dva strajky, a je tudíž v takovém případě strike out.